# Le Grais

Le Grais este o comună în departamentul Orne, Franța. În 1 ianuarie 2022 avea o populație de 206 de locuitori.